# Lonoke (Arkansas)
Lonoke település az Amerikai Egyesült Államok Arkansas államában, Lonoke megyében, melynek megyeszékhelye is. Lakosainak száma 4276 fő (2020. április 1.).

## Népesség
A település népességének változása:

| 2010 | 4 245 |
| 2020 | 4 276 |